# Kohlsia uniseta
Kohlsia uniseta är en loppart som beskrevs av Hamilton Paul Traub 1950. Kohlsia uniseta ingår i släktet Kohlsia och familjen fågelloppor. Inga underarter finns listade i Catalogue of Life.